# Evangelisches Bildungszentrum Hospitalhof Stuttgart

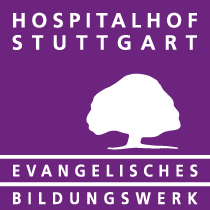
Logo

Das Evangelische Bildungszentrum Hospitalhof Stuttgart, kurz Hospitalhof Stuttgart oder Hospitalhof genannt, ist eine Einrichtung der Evangelischen Gesamtkirchengemeinde Stuttgart und nach eigenen Angaben „das Zentrum der Evangelischen Kirche in Stuttgart für Bildung, Kultur und Spiritualität“. Es befindet sich im Hospitalhof, einem im Jahr 2014 fertiggestellten Neubau im Stadtbezirk Stuttgart-Mitte. Der Haupteingang liegt in der Büchsenstraße 33. Seit 2013 leitet die Pfarrerin Monika Renninger (* 1961) das Bildungszentrum.

## Gebäude

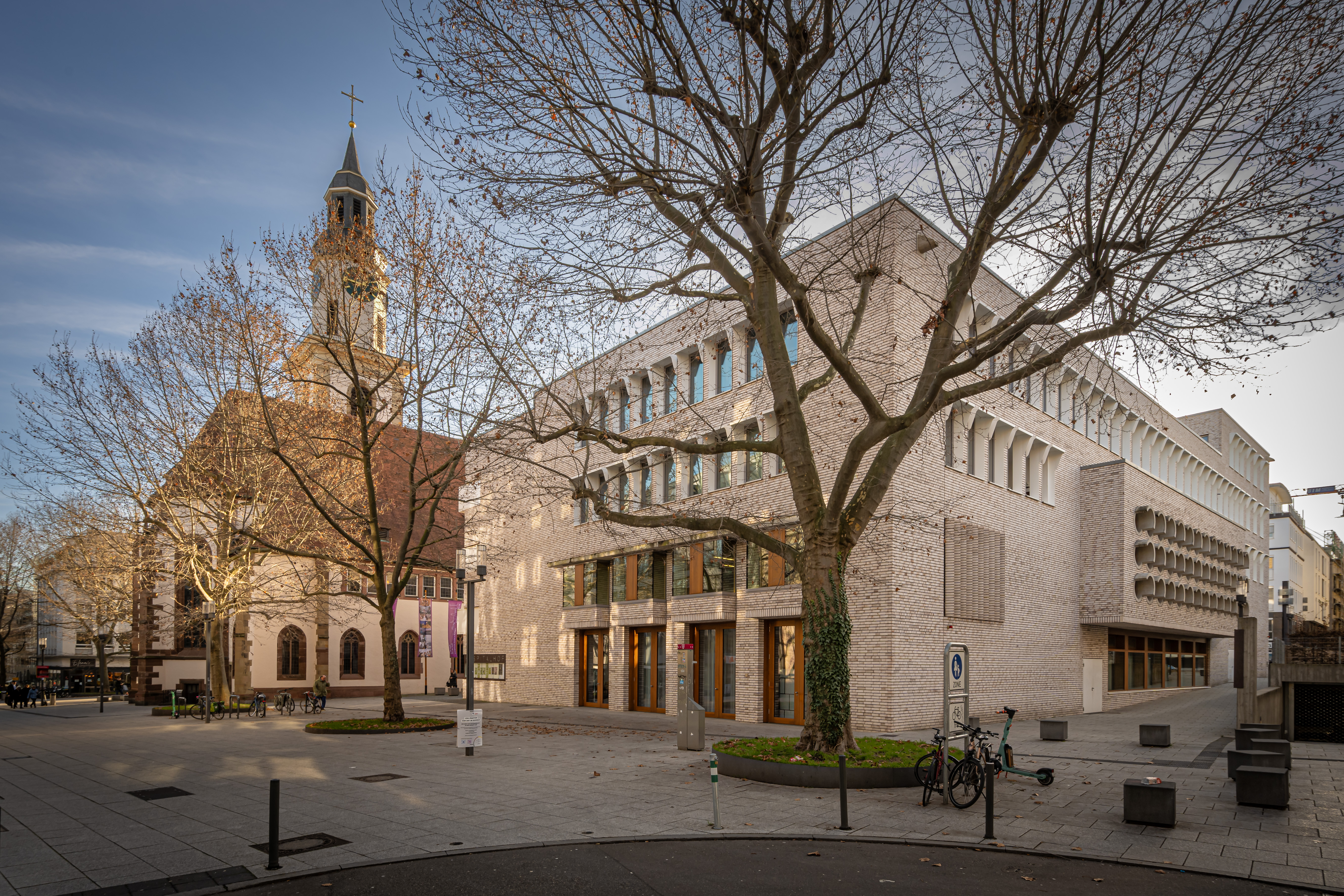
Hospitalhof (Neubau), im Hintergrund die Hospitalkirche (2023)

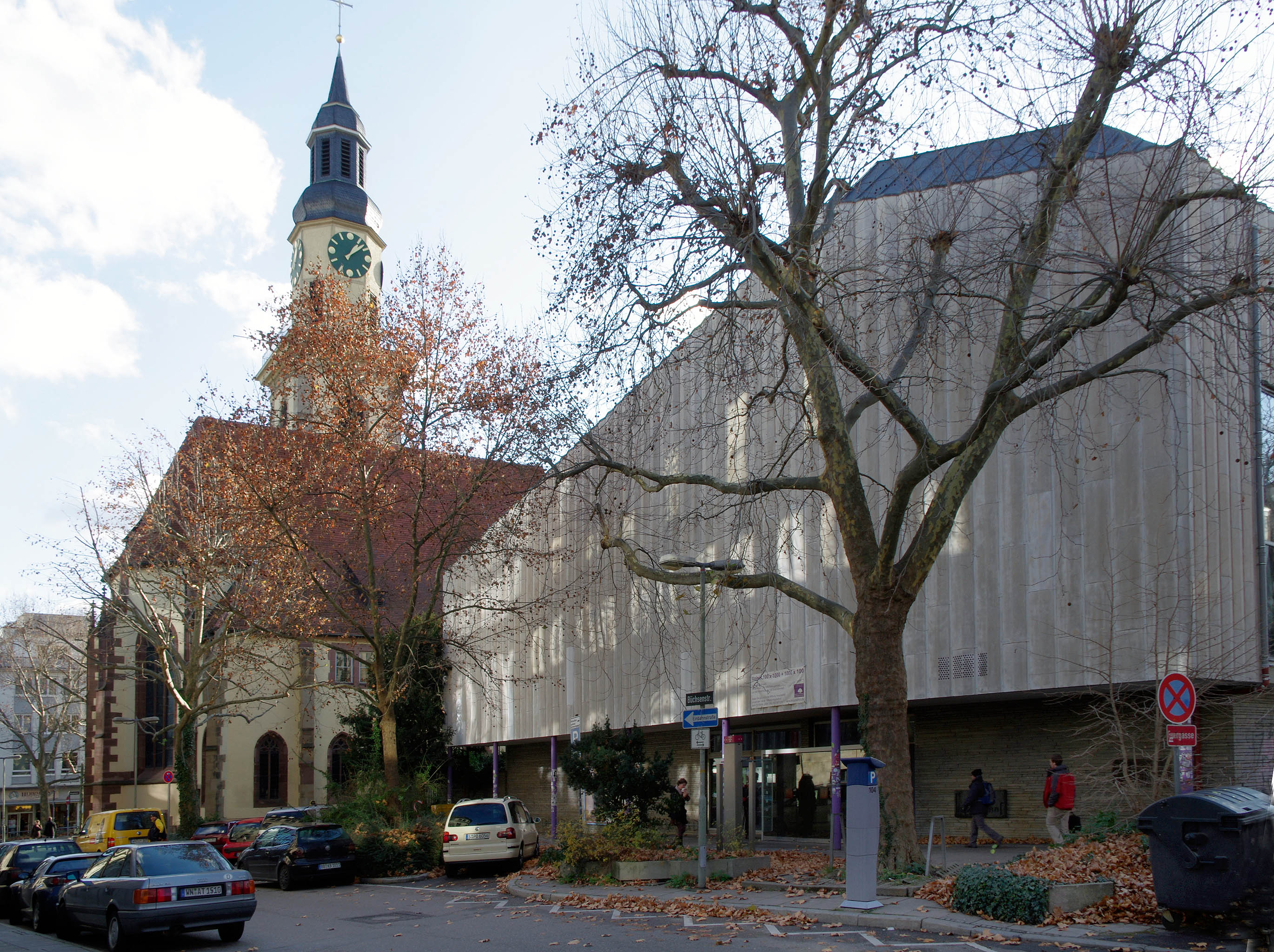
Saalbau des alten Hospitalhofs, im Hintergrund die Hospitalkirche (2011)

Das heutige Gebäude des Bildungszentrums wurde in den Jahren 2012 bis 2014 errichtet. In diesem Neubau ist nicht nur das Bildungszentrum Hospitalhof untergebracht, sondern auch ein Verwaltungszentrum mit Büros für zahlreiche Dienststellen der Gesamtkirchengemeinde und der Evangelischen Landeskirche in Württemberg.
Das zweiflügelige, etwa L-förmige Hospitalhof-Gebäude nimmt zusammen mit der Hospitalkirche und dem Innenhof eine annähernd quadratische Fläche ein. Das Grundstück liegt im Hospitalviertel, einem Stadtteil am Westrand der Innenstadt.
Zuvor waren das Bildungszentrum und das kirchliche Verwaltungszentrum in einem im Jahr 1960 fertiggestellten Gebäude am selben Ort untergebracht. Dieses Vorgänger-Gebäude wird heute, nachdem es abgerissen und durch den Neubau ersetzt wurde, als „alter Hospitalhof“ bezeichnet.

## Leitbild und Aufgaben
Die Grundlage der Arbeit ist das christliche Menschenbild. Humanistische Grundüberzeugungen prägen die Arbeit des Hospitalhofs:
- „Wer miteinander nachdenkt und weiterdenkt, lernt den Anderen kennen. Deshalb gehören persönliche Begegnungen, die Offenheit für Anders-Denkende und das Interesse an denen, die ich noch nicht kenne, zum Grundverständnis eines Bildungszentrums.“
- „Wir sind überzeugt, dass unterschiedliche Meinungen, kulturelle und religiöse Prägungen, Sprache und Herkunft uns bereichern und uns weitersehen, weiterdenken und weiterkommen lassen. Bildung ist reformatorische Herzenssache.“

Als Haus der Begegnung hat sich der Hospitalhof eine vorurteilsfreie und offene Gesprächskultur zum Ziel gesetzt. Anlässlich der Einführung des neuen Hospitalhof-Gebäudes schrieben Monika Renninger, der Studienleiter des Bildungszentrums Rolf Ahlrichs und der Pfarrer der Hospitalkirche Eberhard Schwarz:
- „In den Umbrüchen unserer Zeit und Gesellschaft braucht es nicht nur Offenheit, Flexibilität und die Bereitschaft, sich stets neu auf etwas einzulassen, … es braucht auch Orte der Verlässlichkeit, Orte des Leben-Lernens und Experimentierfelder neuen verbindlichen Lebens. Ein solcher Ort soll und wird auch der neue Hospitalhof wieder sein.“
- Das Gespräch mit Wissenschaften, die Begegnung mit den Künsten, Fragen von Psychologie, Gesundheit und Teilhabe am gesellschaftlichen Leben für alle Menschen haben am Hospitalhof ihren hervorragenden Ort. „Vorträge, Seminare und Workshops helfen, Lebensübergänge zu gestalten und Lebenskrisen zu bewältigen. Das interreligiöse Gespräch ebenso wie aktuelle politische und ethische Fragen sind Teil des Programms, und selbstverständlich die philosophischen und theologischen Deutungen des Menschen und der Welt. Das Programm am Hospitalhof bildet die Einsicht ab, dass Wissen und Weltverständnis allein nicht zu einem gelingenden Leben genügt, es braucht auch Persönlichkeitsbildung und Herzensbildung, damit Menschen mit sich selbst und mit dem, was um sie herum ist, zurechtkommen und zu einem förderlichen und gedeihlichen Zusammenleben beitragen.“

Das Evangelische Bildungszentrum im Hospitalhof gilt als „Bildungsflaggschiff der evangelischen Kirche“.

## Veranstaltungen
Das Bildungszentrum bietet jährlich rund 350 Veranstaltungen an. In Vorträgen, Seminaren und seelsorgerlichen Gesprächsgruppen „werden die wichtigsten gesellschaftlichen, politischen, wissenschaftlichen, kulturellen, theologischen und spirituellen Themen verhandelt“. Darüber hinaus veranstaltet der Hospitalhof Konzerte und vielbeachtete Ausstellungen zur Gegenwartskunst.
Neben eigenen Veranstaltungen finden im Hospitalhof Stuttgart zahlreiche Tagungen und Kongresse von Ministerien, Stiftungen, Vereinen und gemeinnützigen Organisationen sowie Preisverleihungen statt.
Für die Veranstaltungen stehen im Hospitalhof acht Seminar- und Tagungsräume zur Verfügung. Die Kunstausstellungen finden in den beiden langen Fluren im Erdgeschoss statt.

## Geschichte

### Aufbau unter Martin Klumpp
Im Jahr 1979 übernahm Martin Klumpp (* 1940) die Stelle des Pfarrers an der Hospitalkirche und rief ein Jahr später das Evangelische Bildungszentrum Hospitalhof Stuttgart ins Leben. Bei der Gründung dieser Bildungseinrichtung ließ er sich von den dem Grundsatz leiten: „Wenn uns der Glaube mündig macht, dann wächst das Interesse für die Welt und ihre Probleme. Wer mehr weiß, kann besser mitentscheiden.“ Es war ihm wichtig, „dass die Region Stuttgart sich nicht nur wirtschaftlich entwickelt, sondern dass dabei auch soziale, kulturelle, ökologische und geistliche Aspekte einbezogen werden“.
Im Laufe der Jahre konnte Klumpp für den Hospitalhof viele bedeutende Referenten gewinnen, darunter Carl Friedrich von Weizsäcker, Elisabeth Kübler-Ross, Ruth Cohn, Viktor E. Frankl, Carl Rogers, Paul Watzlawick, Alexander Mitscherlich, Heinrich Albertz, Stefan Heym, Bülent Ecevit, Hilde Domin, Ernst Käsemann und Gerhard Ebeling.
Der Hospitalhof ist, so Martin Klumpp, eine „Keimzelle, aus der zum Beispiel die Hospizarbeit, die Vesperkirche, die Johannes-Brenz-Grundschule und Kirche in der City hervorgewachsen sind“. Die Hospizarbeit ist heute im Hospiz Stuttgart organisiert. Klumpp war insgesamt 43 Jahre lang in der Hospizarbeit tätig und war 25 Jahre lang Vorsitzender im Hospiz-Förderverein. Im Jahr 2023 wurde er im Hospitalhof feierlich verabschiedet. Die Evangelische Kirche in der City Stuttgart ist ein Zusammenschluss der drei Innenstadtkirchen Stiftskirche, Leonhardskirche und Hospitalkirche.

### Ausbau unter Helmut A. Müller
Als Klumpp 1986 die Pfarrstelle wechselte und das Amt des Stuttgarter Stadtdekans antrat, folgte ihm Helmut A. Müller als Pfarrer der Hospitalkirche und als Leiter des Hospitalhofs, dem er bis 2013 vorstand. Unter Müllers Leitung nahm die Zahl der Veranstaltungen und der Teilnehmenden deutlich zu. Müller entwickelte das Thema „Kunst der Gegenwart am Hospitalhof“ zu einem neuen Schwerpunkt. Er organisierte mehr als 10.000 Veranstaltungen und über 200 Ausstellungen im Hospitalhof und der Hospitalkirche. Er bot vor allem jungen Künstlern eine Plattform und holte auch internationale Künstler nach Stuttgart, zum Beispiel Jonathan Meese, Tobias Rehberger und Christian Jankowski.